# Escut de Setcases

Escut oficial de Setcases

L'escut oficial de Setcases té el següent blasonament:
Escut caironat: de sinople, 7 cases d'argent posades 2.3.2. Per timbre una corona mural de poble.

## Història
Va ser aprovat el 20 de setembre de 1993 i publicat al DOGC el 4 d'octubre del mateix any amb el número 1804. Abans d'acabar l'any el 10 de novembre es va publicar una correcció d'errada al DOGC número 1819.
Les set cases són un senyal parlant referit al nom del poble.